# Seznam přemožitelů Emanuela Laskera
Tento seznam obsahuje šachisty, kteří porazili druhého mistra světa Emanuela Laskera, který je považován za jednoho z nejlepších hráčů v šachové historii. Za celou jeho kariéru to bylo pouze 34 hráčů (všichni jsou uvedeni níže), s tím že někteří ho porazili několikrát.

## Seznam
- Alexandr Alexandrovič Aljechin, Zürich 1934
- Curt von Bardeleben, Berlín 1889 (zápas +1 –2 =1), Hastings 1895
- Osip Bernstein, Moskva 1914 (exhibiční zápas +1 –1 =0),  St. Petersburg 1914
- Henry Edward Bird, Liverpool 1890 (zápas +2 –7 =3), Londýn 1892
- Joseph Henry Blackburne, Hastings 1895, Londýn 1899
- Jefim Bogoljubov, Zürich 1934
- Michail Botvinnik, Moskva 1936
- Gyula Breyer, Budapešť 1911
- José Raúl Capablanca, Havana 1921 (zápas +4 –0 =10), New York 1924, Moskva 1936
- Horatio Caro, Berlín 1890
- Rudolf Charousek, Nuremberg 1896
- Michail Ivanovič Čigorin, Hastings 1895, Brighton 1903 (zápas +2 –1 =3)
- Fjodor Duz-Chotimirskij, St. Petersburg 1909
- Reuben Fine, Nottingham 1936
- Salo Flohr, Moskva 1936, Nottingham 1936
- David Janowski, Nuremberg 1896, Paříž 1909 (zápas +2 –2 =0), Paříž 1909 (zápas +1 –7 =2)
- Grigorij Levenfiš, Moskva 1925
- Andor Lilienthal, Moskva 1936
- Gyula Makovetz, Graz 1890
- Frank James Marshall, Paříž 1900, New York 1940 (exhibiční zápas +1 –0 =1)
- James Mortimer, Londýn 1892
- Aaron Nimcovič, Zürich 1934
- Harry Nelson Pillsbury, St. Petersburg 1895/96 (dvě hry), Nuremberg 1896, Augsburg 1900 (exhibiční hra), Cambridge Springs 1904
- Ignatz von Popiel, Breslau 1889
- Vjačeslav Ragozin, Moskva 1936
- Samuel Reshevsky, Nottingham 1936
- Akiba Rubinstein, St. Petersburg 1909
- Karl Schlechter, Cambridge Springs 1904, Vienna–Berlin 1910 (zápas +1 –1 =8)
- Jackson Showalter, Logansport–Kokomo 1892/93 (zápas +2 –6 =2)
- Gideon Ståhlberg, Zürich 1934
- Wilhelm Steinitz, New York–Philadelphia–Montreal 1894 (zápas +5 –10 =4), St. Petersburg 1895/96, Moskva 1896/97 (zápas +2 –10 =5)
- Siegbert Tarrasch, Hastings 1895, Düsseldorf–Munich 1908 (zápas +3 –8 =5)
- Carlos Torre Repetto, Moskva 1925
- Louis van Vliet, Amsterdam 1889